# Adams (Dakota del Norte)
Adams es una ciudad ubicada en el condado de Walsh en el estado estadounidense de Dakota del Norte. En el censo de 2010 tenía una población de 127 habitantes y una densidad poblacional de 48,31 personas por km².

## Geografía
Adams se encuentra ubicada en las coordenadas 48°25′14″N 98°4′26″O / 48.42056, -98.07389. Según la Oficina del Censo de los Estados Unidos, Adams tiene una superficie total de 2.63 km², de la cual 2.58 km² corresponden a tierra firme y (1.67%) 0.04 km² es agua.

## Demografía
Según el censo de 2010, había 127 personas residiendo en Adams. La densidad de población era de 48,31 hab./km². De los 127 habitantes, Adams estaba compuesto por el 95.28% blancos, el 0% eran afroamericanos, el 0% eran amerindios, el 0% eran asiáticos, el 0% eran isleños del Pacífico, el 3.94% eran de otras razas y el 0.79% pertenecían a dos o más razas. Del total de la población el 8.66% eran hispanos o latinos de cualquier raza.